# Kresy (Stary Gózd)
Kresy – część wsi Stary Gózd w Polsce położona w województwie mazowieckim, w powiecie białobrzeskim, w gminie Stara Błotnica.
W latach 1975–1998 Kresy administracyjnie należały do województwa radomskiego.
Wierni Kościoła rzymskokatolickiego należą do parafii św. Józefa w Starym Goździe.